# Тырин, Михаил Юрьевич
Михаил Юрьевич Тырин (род. 23 октября 1970, Мещовск, Калужская область) — российский писатель-фантаст.

## Биография
В течение года учился в МВТУ имени Н. Э. Баумана, затем окончил филологический факультет Калужского педагогического института имени К. Э. Циолковского (1992). Работал журналистом, несколько лет служил в органах внутренних дел: сотрудник пресс-центра Калужского Управления внутренних дел, сотрудник пресс-центра федерального командования в Чечне (1995). Вышел в отставку в звании капитана милиции.
Дебютировал в 1996 году рассказом «Малые возможности». В том же году опубликована первая книга «Тень покровителя», удостоенная премии фестиваля «Аэлита» в номинации «Старт» (лучший дебют). В дальнейшем опубликовал романы «Фантомная боль» (1998), «Дети ржавчины» (2000), «Тварь непобедимая» (2001), «Синдикат „Громовержец“» (2002), «Жёлтая линия» (2003), «Отражённая угроза» (2005), «Контрабандист» (2008), «Кладбище богов» (2009), сборник повестей и рассказов «Истукан» (2001).
В настоящее время активно занимается благотворительностью, является сопредседателем волонтерской группы «ТеплоСердец».

## Награды
- 1997 — Фанкон, Дебют России, «Последняя тайна осени» (1996)
- 1998 — Аэлита, Премия «Старт», «Тень покровителя» (1996)
- 2004 — Басткон, Премия «Меч Бастиона», «Желтая линия» (2003)
- 2010 — Серебряная стрела, Лучший мужской образ, «Кладбище богов» (2009)
- 2012 — Роскон, Мемориальная премия им. Кира Булычёва, «Лекарь» (2011)

### Романы
1. 1998 — «Фантомная боль»
2. 1999 — «Дети ржавчины»
3. 2001 — «Тварь непобедимая»
4. 2002 — «Синдикат „Громовержец“»
5. 2003 — «Жёлтая линия»
6. 2005 — «Отражённая угроза»
7. 2008 — «Контрабандист»
8. 2009 — «Кладбище богов»
9. 2011 — «Легионы хаоса»[1]
10. 2014 — «Самоволка» (совместно с Сергеем Лукьяненко)
11. 2017 — «Разлом» (совместно с Валентином Холмогоровым)

### Повести
1. 1996 — «Грехи ночного неба»
2. 1996 — «Последняя тайна осени»
3. 1998 — «Истукан»
4. 2001 — «Заговор обречённых»
5. 2001 — «Отпусти зверя»
6. 2001 — «Пустоземские камни»
7. 2011 — «Лекарь»
8. 2014 — «Будет немножечко больно»

### Рассказы
1. 1996 — «Малые возможности»
2. 1999 — «Месть минотавра»
3. 2001 — «Что останется нам?»
4. 2002 — «Стерва»
5. 2005 — «Кнопочные солдаты»
6. 2005 — «Кратчайший путь»
7. 2009 — «Колесо судьбы»
8. 2011 — «Там за морем — Африка»[2]
9. 2011 — «Тайная комната»
10. 2012 — «Производственный рассказ»
11. 2013 — «Мутная вода»
12. 2013 — «Сердце врага»
13. 2014 — «Отпуск за храбрость»